# Luis Boyer Castañeda
Luis Manuel Boyer Castañeda (Puebla de Zaragoza, 6 de septiembre de 1904 - Cuernavaca, 28 de abril de 1989) un piloto militar de la Fuerza Aérea Mexicana y Jefe de Pilotos de Mexicana de Aviación.

## Piloto militar
El 24 de marzo de 1923 ingresó en la escuela Militar de Aviación, graduándose el 11 de febrero de 1925 y causando alta en la Fuerza Aérea Mexicana como teniente piloto aviador.
Tras una corta estancia en unidades tácticas, junto con Emilio Carranza pasó a la Sección Técnica del Departamento de Aeronáutica como piloto probador de aviones y luego como instructor de vuelo.
El 22 de septiembre de 1926 marchó a Sonora a la campaña contra los indios Yaqui junto con Emilio Carranza y Luis Farell -entre otros- y a las órdenes del mayor Roberto Fierro. El 3 de enero de 1927 se hizo cargo de la escuadrilla el teniente coronel Samuel Rojas. Durante esta campaña, Luis Boyer chocó contra unos árboles al momento de tratar de aterrizar forzado tras haber atacado un campamento Yaqui, aunque resultó ileso y pudo incorporarse a sus líneas por estar próximas.
De octubre de 1927 a febrero de 1928 estuvo en Jalisco en la campaña en contra de los cristeros formando parte de la escuadrilla que mandaba el mayor Gustavo G. León, en donde realizó numerosos vuelos de bombardeo, ametrallamiento y observación sobre tropas rebeldes.
Al crearse el Servicio Postal Aéreo en la Secretaría de Comunicaciones y Obras Públicas, en septiembre de 1928, el teniente Luis Boyer fue seleccionado como jefe de pilotos del mismo. Al producirse la rebelión escobarista se reincorporó al ejército y el teniente Boyer participó en la campaña de sometimiento de los sublevados.
En marzo de 1930, durante su asignación en la Comandancia General de Campos realizó diversos vuelos acompañando a su comandante el Mayor Alfonso Cruz Rivera donde fueron detectando campos de aterrizaje en el norte del país, los cuales serían de gran utilidad tanto para uso militar en la denominada Región del Pacífico durante la Segunda Guerra Mundial, como para el desarrollo de la aviación civil.
El campo de aterrizaje en Santa Rosalía fue acondicionado por elementos del 5/o. Batallón de Infantería y posteriormente fue inaugurado por dos aviones que tripulaban el Mayor Alfonso Cruz Rivera y el Cap 2/o. Luis Boyer.

## Piloto civil
Durante los años de 1930 y 1931 fue instructor de vuelo sin motor en la escuela creada por la Asociación Mexicana de Aeronáutica, empleando unos planeadores construidos por el ingeniero Ángel Lascurain. En enero de 1931, pasó comisionado a la Compañía Mexicana de Aviación dándose de baja de la FAM en 1935. 
El 16 de agosto de 1936 Boyer fue nombrado jefe de pilotos de la aerolínea.

Durante los años de 1946 a 1950 el capitán Boyer desempeñó el cargo de Gerente de Operaciones en Mexicana.
Cuando se jubiló en Mexicana en el año de 1964, ingresó por un tiempo como piloto ejecutivo al servicio de la empresa Teléfonos de México.
Luis Boyer falleció en la ciudad de Cuernavaca el 28 de abril de 1989. Asesinado por rateros que entraron a su casa a robar. Golpeado junto con su esposa Ana María Fernández, "La de la voz única" intérprete de Agustín Lara; él falleció por los golpes y ella quedó muy malherida.